# Almiréna
Az Almiréna Händel Rinaldo című operája egyik szereplőjének a neve. A német Almer (magyarul Almár) férfinév női párjának, az Almeria, Almerina neveknek a változata.

## Gyakorisága
Az újszülötteknek adott nevek körében az 1990-es években szórványosan fordult elő. A 2000-es és a 2010-es években sem szerepelt a 100 leggyakrabban adott női név között.
A teljes népességre vonatkozóan az Almiréna sem a 2000-es, sem a 2010-es években nem szerepelt a 100 leggyakrabban viselt női név között.

## Névnapok
- március 24.[2]
- május 29.[2]